# بين ريتشاردز-إيفرتون
بين ريتشاردز-إيفرتون (بالإنجليزية: Ben Richards-Everton) هو لاعب كرة قدم بريطاني في مركز الدفاع، ولد في 17 أكتوبر 1991 في برمنغهام في المملكة المتحدة. شارك مع منتخب إنجلترا لكرة القدم C ‏. أما مع النوادي، فقد لعب مع دونفرملين أثلتيك ونادي بارتيك ثيسل ونادي تاموورث.

## وصلات خارجية
- بين ريتشاردز-إيفرتون على موقع قاعدة بيانات كرة القدم.إي يو (الإنجليزية)
- بين ريتشاردز-إيفرتون على موقع Soccerbase.com (لاعب) (الإنجليزية)
- بين ريتشاردز-إيفرتون على موقع Soccerway.com (الإنجليزية)